# River Greeta
River Greeta är ett vattendrag i Storbritannien.   Det ligger i kommunen Yttre Hebriderna och riksdelen Skottland, i den nordvästra delen av landet, 800 km nordväst om huvudstaden London. River Greeta ligger på ön Lewis with Harris.